# Main (cràter)
Main és un cràter d'impacte que es troba prop del pol nord de la Lluna. El bord sud d'aquesta formació s'ha fusionat amb el cràter més gran Challis situat al sud, i el sòl interior a nivell connecta els dos cràters a través d'un espai estret. Al nord-nord-oest de Main es troba Gioja.
|  |

Aquesta formació consisteix en tres cràters superposats que es van unir quan el sòl interior va ressorgir per efecte dels fluxos de lava, deixant un cràter més o menys circular, amb protuberàncies cap a l'oest i el nord-est. La mateixa lava ha unit el sòl de Main amb Challis al sud.
El bord romanent de Main presenta un talús de baixa altura, que apareix gairebé anivellat amb el terreny circumdant en la seva part superior. Un cràter petit que travessa la vora aquest de Main, presenta forma de bol. La seva vora occidental gairebé ha desaparegut. El sòl de Main és gairebé pla, però marcat per nombrosos petits cràters que es concentren en una banda des del sud-oest cap al nord-est. No presenta un pic central dins del cràter, ni altres elevacions remarcables.

## Cràters satèl·lit

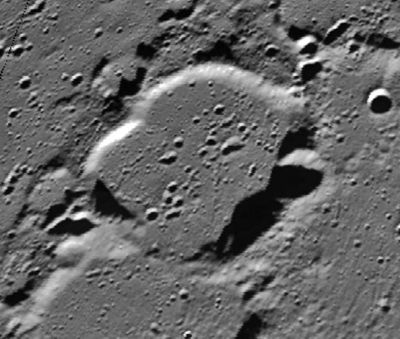
Fotografia de la missió Clementine (1994)

Per convenció aquests elements són identificats en els mapes lunars posant la lletra en el costat del punt mitjà del cràter que està més proper a Main.
|      | \| Main \| Coordenades \| Diàmetre \| \| ---- \| ------------------------------------ \| -------- \| \| L \| 81° 42′ N, 23° 12′ E / 81.7°N,23.2°E \| 14 km \| \| N \| 82° 18′ N, 22° 00′ E / 82.3°N,22.0°E \| 11 km \| |          |
| Main | Coordenades | Diàmetre |
| L    | 81° 42′ N, 23° 12′ E / 81.7°N,23.2°E | 14 km    |
| N    | 82° 18′ N, 22° 00′ E / 82.3°N,22.0°E | 11 km    |